# Volovîkî, Koriukivka
Volovîkî (în ucraineană Воловики) este un sat în comuna Zabarivka din raionul Koriukivka, regiunea Cernihiv, Ucraina.

## Demografie
Componența lingvistică a localității Volovîkî
     Ucraineană (92,51%)
     Rusă (7,25%)
     Alte limbi (0,24%)
Conform recensământului din 2001, majoritatea populației localității Volovîkî era vorbitoare de ucraineană (92,51%), existând în minoritate și vorbitori de rusă (7,25%).